# Декстер за задумом
«Декстер за задумом» (англ. Dexter by Design) — містичний роман, написаний Джеффом Ліндсеєм. Це четвертий роман у серії про Декстера, якому передували «Демон, що спить у Декстері» (який ліг в основу телесеріалу Showtime «Декстер»), «Добрий друг Декстер» і «Декстер у темряві», присвячений розслідуванню серійного вбивці Декстера Моргана, соціопата-криміналіста з «хобі» вбивства вбивць.
«Декстер за задумом» був опублікований у Великій Британії 19 лютого 2009 року.

## Короткий зміст сюжету
Після подій попередньої книги Декстер Морган прагне відновити своє хобі — полювання на жорстоких злочинців, але спочатку він повинен пережити медовий місяць у Парижі зі своєю дружиною, яка нічого не підозрює, Ритою. У художній галереї пара переглядає авангардний перформанс, у якому художниця ампутує собі кінцівку. Повернувшись додому, Декстер виявляє, що його стосунки з сестрою Деброю погіршилися, оскільки вона дізналася про його вбивчу розвагу. Дебра, тепер сержант у відділі вбивств поліції Маямі, розривається між вірністю Декстеру та обов'язком офіцера поліції його заарештувати.
Декстеру доручають розслідувати жахливу картину на місцевому пляжі, де пара тіл була понівечена і викладена в експозиції, що пародіює туристичний бізнес штату. Вдома Рита турбується за своїх дітей, Коді та Астор, які здаються замкнутими і не схожими на звичайних дітей. Декстер знає, що вони поділяють його патологію, і пообіцяв навчити їх вбивати тих, хто на це заслуговує, як його прийомний батько Гаррі навчив його самого. Коді записали в бойскаути, і Рита вірить, що це допоможе йому знайти спільну мову з нормальними дітьми. Декстер вірить, що це допоможе йому навчитися прикидатися нормальним.

## Персонажі
Декстер Морган: травмований у дитинстві свідком жорстокого вбивства своєї матері під час торгівлі наркотиками, Декстер був усиновлений Гаррі Морганом, поліцейським з відділу поліції Маямі. Дізнавшись, що молодий Декстер вбивав домашніх тварин, Гаррі зрозумів, що хлопець — жорстокий соціопат, і вирішив навчити його вбивати лише тих, хто сам є вбивцею. Декстер став експертом-криміналістом з аналізу бризок крові в департаменті поліції Маямі. У свій вільний час він вистежує та вбиває людей, яким вдалося вчинити вбивство, щоб вгамувати внутрішній голос, якого він називає «Темним Пасажиром». Нещодавно він одружився на своїй дівчині Риті, яка має двох дітей від попереднього шлюбу.
Дебора Морган: прийомна сестра Декстера та детектив у відділі вбивств Департаменту поліції Маямі. Дебора нещодавно дізналася про «хобі» Декстера, і відчуває суперечку щодо того, щоб тримати це в таємниці. Ще більше ускладнює її почуття той факт, що Декстер врятував її хлопця, Кайла Чатскі, від особливо жорстокого серійного вбивці у книзі «Добрий друг Декстер».
Кайл Чатскі: колишній урядовий оперативник (з невідомого агентства), який втратив руку та ногу під час подій, описаних у «Добрий друг Декстер». Хлопець Дебори Морган.
Брендон Вайс: Громадянин Канади, який живе в Маямі і вбиває людей як форму авангардного мистецтва, мотивуючи це бажанням помститися туристичній раді Маямі, колишньому роботодавцю.
Рита Морган: Нова дружина Декстера і мати Коді та Астор. Рита абсолютно не знає про подвійне життя Декстера.
Коді та Астор: син і донька Рити. Обидва дітей були травмовані через жорстоке поводження з боку свого батька-наркомана, чоловіка Рити. Декстер знає, що вони обидва виявляють ті самі ознаки соціопатії, що й він у тому віці, і пообіцяв навчити їх вбивати так само, як Гаррі навчив його.

## Основні теми
Теми в «Декстері за задумом» включають мораль позбавлення людини та коментарі до людського стану з «сторонньої точки зору», обидві з яких є спільними для серії романів «Декстер». Основними темами цього конкретного роману є мистецтво, зокрема сучасне та експериментальне мистецтво.
«Декстер за задумом» коротко згадує популярність в Інтернеті та містить кілька посилань на YouTube.

## Відгуки
«Декстер за задумом» отримав дуже позитивну реакцію критиків, на відміну від менш ніж схвальних рецензій на попередню частину серії.
«Розумний, сардонічний, постійно дивуючий роман, який показує, що Декстер набагато краща компанія, ніж Ганнібал Лектер. Неймовірно кривава кульмінація водночас жахає та весела — дуже складний трюк. Якби всі трилери могли бути такими хорошими». Івнінг стандарт
«Ще одна дуже вдала зустріч з несамовито цікавим Декстером… тут є справді смішні ситуації, дуже розумні сюжети і багато чудових однолінійних реплік. Декстер вміє залізти тобі під шкіру і зробити так, щоб він тобі сподобався». Метью Левін, The Guardian
«Декстер — все ще хороший хлопець, все ще маніяк-убивця, все ще геній. Приєднуйтесь до фан-клубу». Daily Record

## Адаптації
Showtime створює телевізійний серіал за мотивами романів Декстера під назвою «Декстер», на перший сезон якого частково вплинула перша книга серії. Пізніші сезони запозичують інші елементи в наступних книгах, але згодом книги та телесеріали розходяться різними шляхами з багатьма значними змінами.

## Деталі випуску
- Тверда палітурка, Велика Британія, Orion,ISBN 978-0-7528-8517-9, 19 лютого 2009 р.
- М'яка обкладинка, Велика Британія, Orion,ISBN 978-0-7528-9757-8, лютий 2009 р
- М'яка обкладинка, Велика Британія, Orion,ISBN 978-1-4091-0325-7, серпень 2009 р
- М'яка обкладинка, Велика Британія, Orion,ISBN 978-0-7528-8461-5, серпень 2009 р
- Тверда обкладинка, США, Doubleday,ISBN 978-0-385-51836-9, 8 вересня 2009 р.